# Hans Springinklee

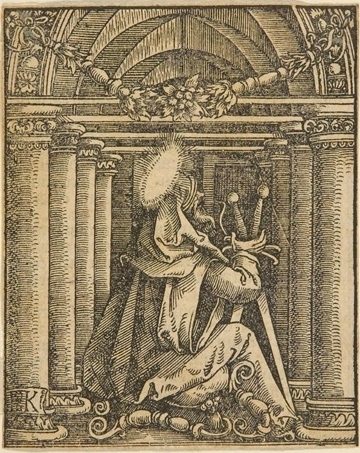
Saint-Paul aux deux épées, par Hans Springinklee, autour de 1500.

Hans Springinklee, né vers 1490 et mort vers 1540, est un graveur et enlumineur allemand de Nuremberg connu pour ses réalisations xylographiques et élève d'Albrecht Dürer.

## Vie et œuvre
Adam von Bartsch rapporte que Springinklee a vécu chez Dürer où il a « appris son art ». Bartsch estime qu'il a pu être peintre mais ne le mentionne que pour ses gravures. Si des fresques d'église et des décorations peuvent lui être attribuées, notamment la décoration de salles du château de Nuremberg vers 1520, il est surtout connu pour ses gravures dont on connaît environ 200 exemplaires, la plupart portant son monogramme. Avec Albrecht Dürer chez lequel il a vécu jusqu'à la mort de celui-ci, il participa à plusieurs projets dont la réalisation de la gravure de l'Arc de triomphe de l'empereur Maximilien.
Il est également, avec Erhard Schön, l'auteur d'une part importante des gravures qui illustrent le livre de prières Hortulus Animæ, un ouvrage imprimé en 1498 à Strasbourg qui connaît une large diffusion au début du XVIe siècle, et de celles des bibles publiées par Anton Koberger.
Il signe diversement ses œuvres au long de sa carrière : HS., HSP., HSK., H.S.P.R.I.